# マグダ・ユーリン
マグダ・ユーリン（Magda Julin、Magda Mauroy、1894年7月24日 - 1990年12月21日）は、スウェーデン出身の女性フィギュアスケート選手。1920年アントワープオリンピック女子シングル金メダリスト。

## 経歴
1894年7月24日、フランスで生まれる。1901年:スウェーデンに移住。
1913年:世界フィギュアスケート選手権に出場し6位。
1920年:アントワープオリンピックで金メダルを獲得。このとき妊娠3ヶ月だったという。
1990年:12月21日、ストックホルムで死去。享年96。

## 主な戦績
| 大会/年      | 1912-13 | 1919-20 |
| ------------ | ------- | ------- |
| オリンピック |         | 1       |
| 世界選手権   | 6       |         |